# Therese Svendsen
Therese Sandra Svendsen, född 13 mars 1989, är en svensk före detta landslagssimmare från Malmö, som tävlade för SK Ran och som deltog i Olympiska sommarspelen 2012 där hon kom på 25:e plats i 100 m ryggsim. Hon deltog även i European Youth Olympic Festival 2003 (Paris) där hon blev nia på 100 m ryggsim, femma på 200 m ryggsim, tia på 400 m frisim och åtta på 800 m frisim.
Hon ingick i de svenska lag som tog brons i 4×100 m medley vid Världsmästerskapen i kortbanesimning 2004 och Europamästerskapen på långbana 2012.
Therese Svendsen erhöll Stora Flickors märke 2010.

## Svenska mästerskap
Therese Svendsen vann sjutton individuella guld vid svenska mästerskap. Medaljtabell:
|               | Kortbana | Kortbana | Kortbana | Kortbana | Kortbana | Kortbana | Kortbana | Kortbana | Kortbana | Kortbana | Kortbana |
| Distans       | 2004     | 2005     | 2006     | 2007     | 2008     | 2009     | 2010     | 2011     | 2012     | 2013     | 2014     |
| ------------- | -------- | -------- | -------- | -------- | -------- | -------- | -------- | -------- | -------- | -------- | -------- |
| 50 m ryggsim  |          |          |          |          |          |          |          |          |          |          |          |
| 100 m ryggsim |          | *        |          |          |          |          |          |          |          |          |          |
| 200 m ryggsim |          |          |          |          |          |          |          |          |          |          |          |
| 200 m medley  |          |          |          |          |          |          |          |          |          |          |          |
| 200 m frisim  |          |          |          |          |          |          |          |          |          |          |          |
|               | Långbana |          |          |          |          |          |          |          |          |          |          |
| Distans       | 2004     | 2005     | 2006     | 2007     | 2008     | 2009     | 2010     | 2011     | 2012     | 2013     | 2014     |
| 50 m ryggsim  |          |          |          |          |          |          |          |          |          |          |          |
| 100 m ryggsim |          |          |          |          |          |          |          |          |          |          |          |
| 200 m ryggsim |          |          |          |          |          |          |          |          |          |          |          |

- = Delat guld med Carin Möller.

Not: Medaljluckan på kortbana 2008–2011 beror, åtminstone delvis, på att hon under denna tid studerade i USA (och dessutom bröt armbågen 2008) och därför inte deltog.